# Eugenia buchholzii
Espèce
Synonymes
- Myrtus buchholzii (Engl.) Kuntze[1]

Eugenia buchholzii Engl. est une espèce de plantes à fleurs de la famille des Myrtaceae et du genre Eugenia. C'est un arbuste endémique du Cameroun.

## Étymologie
Son épithète spécifique buchholzii rend hommage au naturaliste allemand Reinhold Buchholz (1837-1876) qui explora l'Afrique centrale et notamment le Cameroun et y récolta le premier spécimen en 1874.

## Distribution
Très rare, l'espèce est endémique du Cameroun, où on ne lui connaît qu'une seule localisation dans la Région du Sud-Ouest.